# Pseudartonis occidentalis
Pseudartonis occidentalis là một loài nhện trong họ Araneidae.
Loài này thuộc chi Pseudartonis. Pseudartonis occidentalis được Eugène Simon miêu tả năm 1903.